# いと高き方のもとに
『いと高き方のもとに』（いとたかきかたのもとに、My utmost for his highest）はオズワルド・チェンバーズの説教集を一年を通して読む、デボーション用の本に編集した本。
チェンバーズがロンドン聖書学校で校長をしていた5年に、聖書学校で学生たちに語った説教を妻が筆記したものである。チェンバーズの死後1927年に妻が編集して出版した。
各国語に翻訳され、世界中で読まれている。日本語訳はいのちのことば社の湖浜馨が,1971年‐1972年に「百万人の福音」に翻訳が連載された。それらを加筆編集して、1990年に「いと高きかたのもとに」という題で出版した。
ジョージ・W・ブッシュは、毎朝早く起きてこの本でデボーションの時を持つために、夜更かしをしないと報道された。